# 馬料水
馬料水（英語：Ma Liu Shui），原稱馬嫽水，位於香港新界沙田區北部，大埔區以南、吐露港以西一帶，包括沿海的白石角。這一帶最主要的發展，就只有香港中文大學的建築物及海旁香港科學園。

## 歷史

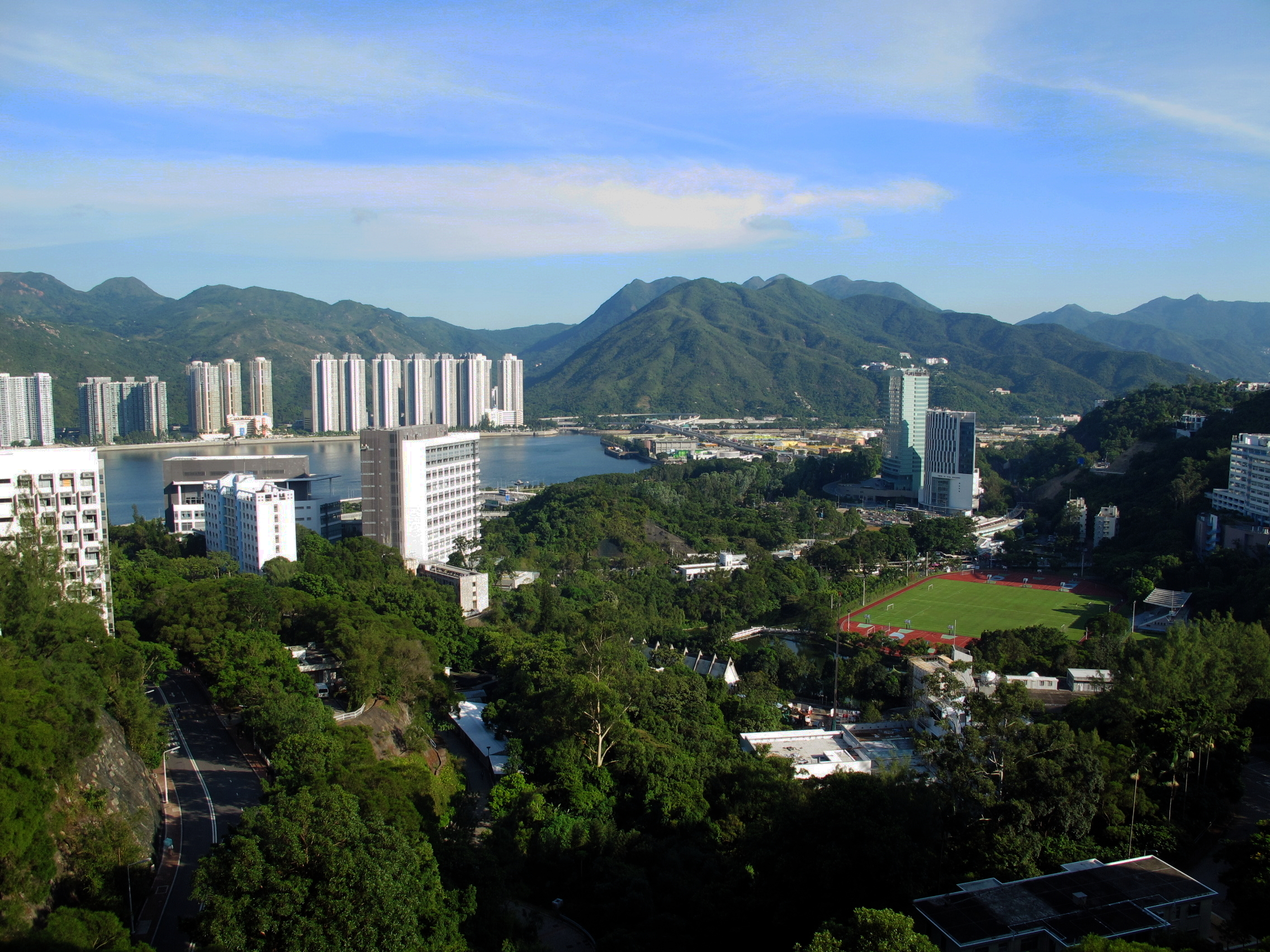
從香港中文大學俯覽馬料水

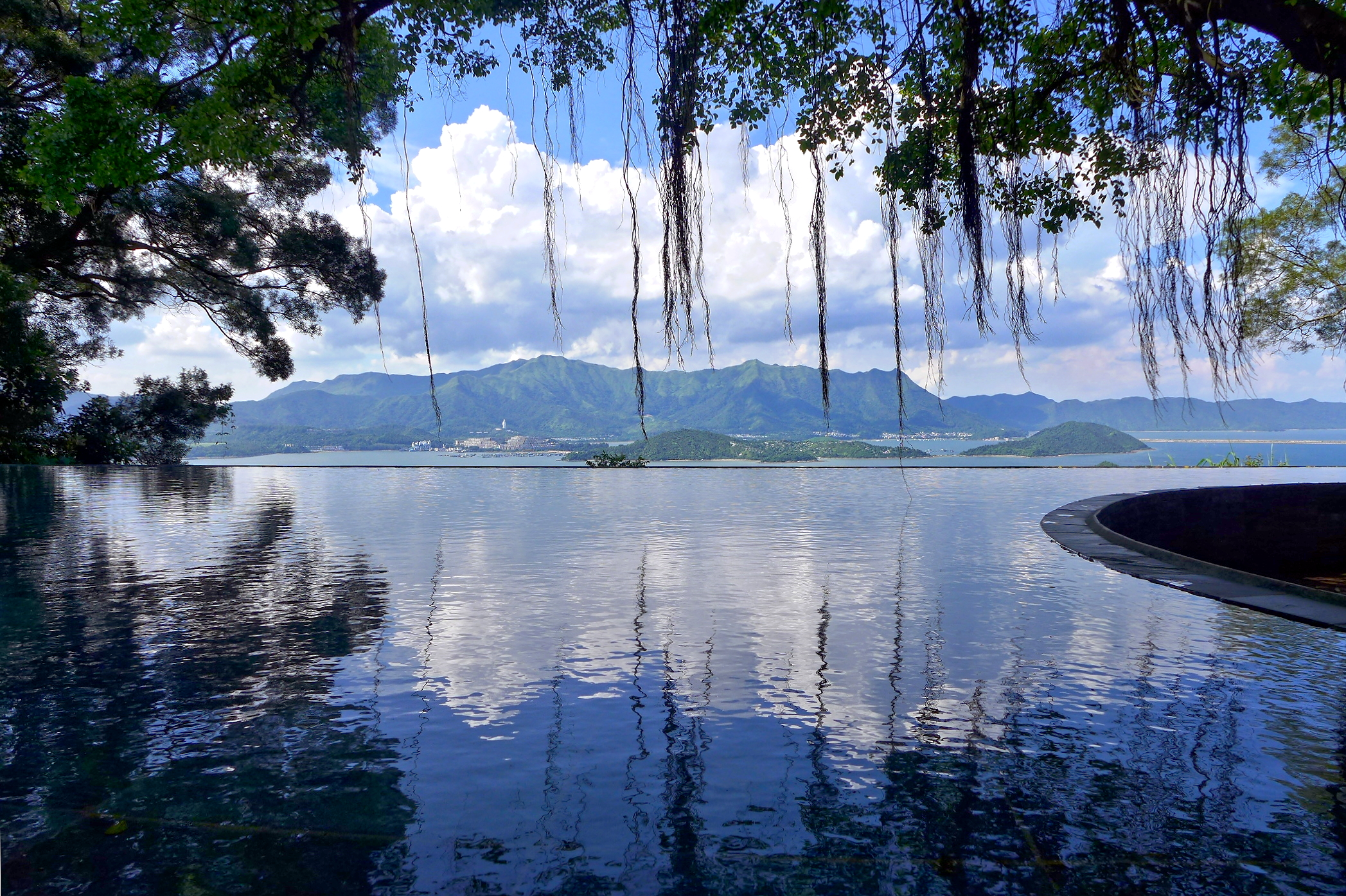
位於新亞書院學生宿舍學思樓與知行樓之間的合一亭，被前任校長金耀基教授譽之為「香港第二景」

馬料水本為荒蕪之地，原有一客家村落於九廣鐵路馬料水站北邊，本屬沙田。雖然該地名和「馬尿水」同音，但其來源與馬的尿液全無關係，「尿」及「料」均是「嫽」字的諧音字。「玩耍」在客家話、新界圍頭話或東莞話都叫做「嫽」（粵音廖（liu6），玩耍的意思。它是古字，現今廣州音粵語已不再用，部分粤语方言仍然有保留，比如廣西境内的浔邕片粤语中的桂平方言点便保留有此字），所以馬料水的正確寫法是「馬嫽水」，意思是「馬玩水」。根據馬料水村民所說，其先祖前百餘年，在寶安縣政府任催糧官，騎馬來到赤泥坪催收田糧之時，該匹馬下山飲水、玩水，不捨離去，其祖靈機一觸，覺得奇怪，是否指示其落籍於此，故乃決定落居，易名為「馬嫽水」，該匹馬在數年後病逝於此，有由而來。
1956年，崇基學院獲香港政府撥地10英畝於馬料水一帶興建校舍，而當時的九廣鐵路亦為此而增建馬料水站。1963年，香港中文大學成立，原先在顯田位置建校的計劃亦被馬料水方案取代。因此，崇基學院被擴建，而馬料水站亦改名為大學站，馬料水村亦被他遷到龍躍頭與軍地（客家村落）之間現址，命名為馬料水新村，係屬粉嶺區鄉事委員會。同年，香港中文大學附近的雍雅山房亦開始營業。
1969至1973年，中文大學各部門，以及聯合、新亞書院陸續遷入崇基山預定校址，校園建設大致完成。
1980年代，隨著馬鞍山新市鎮的發展，九廣東鐵大學站成為了當地居民的交通中轉站。直到2004年12月馬鞍山鐵路（現屯馬綫）通車之後，其重要性才略減。而2005年9月20日，雍雅山房宣佈結業。
馬料水另一為人熟悉的是馬料水公眾碼頭。該碼頭每逢周末有前往東平洲的唯一定期渡輪服務，同時亦為大部份前往新界東北海岸的本地觀光旅行團集合及上船地點，因此該碼頭每逢周末都有遊人絡繹不絕的情景。1980年代初，亦曾有往來深圳市大梅沙與本碼頭的跨境氣墊船服務，但早已終止。

## 未來發展
2017年12月28日，土木工程拓展署公布馬料水填海的技術研究顧問報告，方案能夠提供約60公頃土地興建11,000個單位，公私營房屋比例為6比4，預計可容納34,100人。不過民調顯示，有九成半沙田區內居民反對該處填海，認為目前大埔公路和大老山公路交通擠塞情況嚴重，擔心填海會加重負擔，同時破壞沙田通風廊。

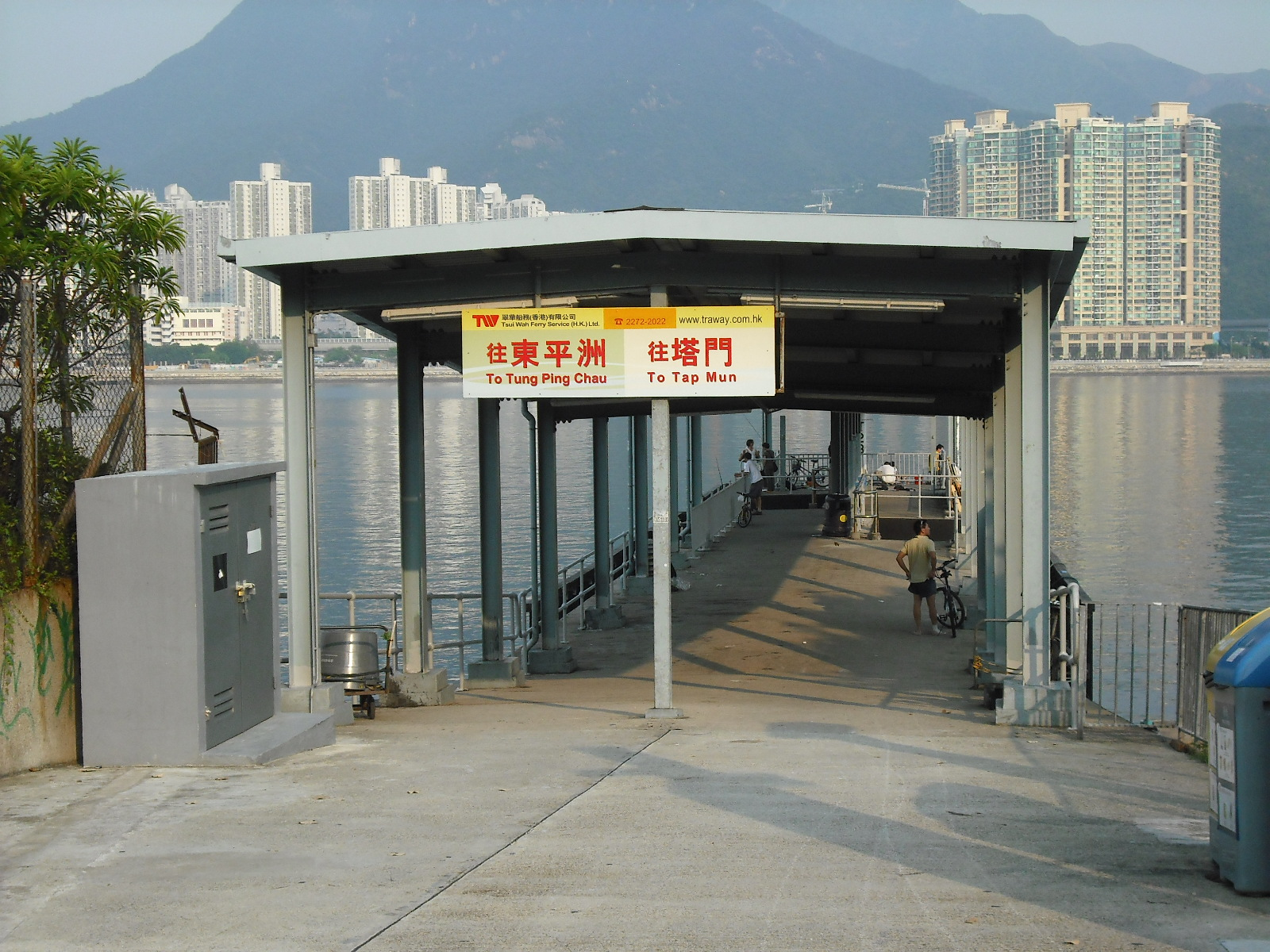
馬料水碼頭

## 區議會議席分佈
由於區內以大學、低密度住宅區及鄉村為主，人口不足以達到一個選區的標準，而需要與鄰近的駿景園劃為一個選區。
| 年度/範圍  | 2000-2003 | 2004-2007 | 2008-2011 | 2012-2015 | 2016-2019 | 2020-2023 | 2024-2027  |
| ---------- | --------- | --------- | --------- | --------- | --------- | --------- | ---------- |
| 馬料水一帶 | 駿馬選區  | 駿馬選區  | 駿馬選區  | 駿馬選區  | 駿馬選區  | 駿馬選區  | 沙田西選區 |

註：以上主要範圍尚有其他細微調整（包括編號），請參閱有關區議會選舉選區分界地圖及條目。

## 交通
主要交通幹道
- 吐露港公路
- 大埔公路

渡輪（馬料水公眾碼頭）
- 來往東平洲（週六及日上午9時正開出）
- 來往吉澳 / 鴨洲（週六及日上午9時正開出）
- 來往荔枝莊、深涌、塔門、高流灣、赤徑、黃石
- 從馬料水開出：08:30、12:25（假期加開）、15:30
- 平日票價：18元
- 星期六、星期日及公眾假期：28元
- 馬料水來往東平洲票價︰100元（只能買來回票，不能單賣）

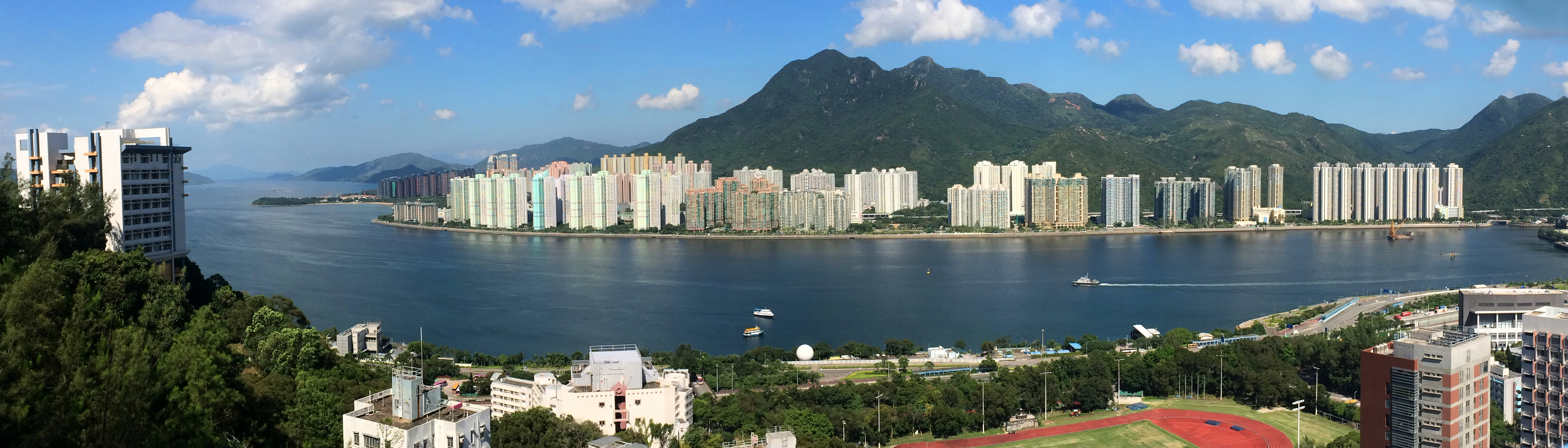
從中文大學蒙民偉樓望向馬料水及馬鞍山全景

## 參看
- 馬料水新村
- 沙田區
- 大埔區
- 馬鞍山